# Eliseni
Eliseni (węg. Székelyszenterzsébet) – wieś w Rumunii, w okręgu Harghita, w gminie Secuieni. W 2011 roku liczyła 1110 mieszkańców.